# Rs (digramme)
Cette page contient des caractères spéciaux ou non latins. S’ils s’affichent mal (▯, ?, etc.), consultez la page d’aide Unicode.
Pour les articles homonymes, voir RS.
Rs (minuscule rs) est un digramme de l'alphabet latin composé d'un R et d'un S.

## Linguistique
- En groenlandais, le digramme « rs » représente le son [sː].

## Représentation informatique
Comme la majorité des digrammes, il n'existe aucun encodage de Rs sous un seul signe, il est toujours réalisé en accolant un R et un S.